# Friedrich Christian Ferdinand von Pechlin
Baron Friedrich Christian Ferdinand von Pechlin, vollständig Pechlin von Löwenbach (* 22. Januar 1789 in Fåborg; † 28. Oktober 1863 auf Schloss Dragsholm) war ein deutscher Diplomat und Staatsmann in dänischen Diensten, der auch als Schriftsteller hervortrat.

## Leben und Wirken
Pechlin wuchs in Nordborg auf der Insel Alsen auf, wo sein Vater Nicolaus Otto von Pechlin (1753–1807) Amtmann war. Er studierte Rechtswissenschaften und bestand 1811 das juristische Amtsexamen mit Auszeichnung. 1813 trat er als Auskultant in den Dienst der Schleswig-holsteinischen Kanzlei in Kopenhagen. Nur zwei Jahre später, 1815, wurde er Legationssekretär bei der Gesandtschaft beim Deutschen Bund in Frankfurt am Main unter Friedrich von Eyben (1770–1825), die die Interessen des dänischen Königs in seiner Eigenschaft als Herzog von Holstein und Lauenburg vertrat. 
Gegen Ende des Jahres 1818 kehrte er nach Kopenhagen zurück als Deputierter in der Schleswig-holsteinischen Kanzlei. Doch schon 1825 ging er wieder in den diplomatischen Dienst und wurde Nachfolger von Eybens als Bundestagsgesandter für Holstein und Lauenburg. Im Zuge der schleswig-holsteinischen Erhebung 1848, in deren Verlauf Pechlin unter anderem von Johann Gustav Droysen als Vertreter Dänemarks publizistisch angegriffen wurde und die zum Schleswig-Holsteinischen Krieg (1848–1851) führte, wurde seine Stellung in Frankfurt unhaltbar. Nach dem Ende des Krieges wurde er 1852 zum Gouverneur und Landdrost des Herzogtums Lauenburg ernannt. 1856 wurde er auf seinen Antrag hin aus diesem Dienst mit Pension entlassen und trat in den Ruhestand. Sein Nachfolger war Emil zu Rantzau.
Als Schriftsteller machte sich Pechlin zuerst einen Namen durch seine Übersetzung von Thomas Moores Lalla Rookh 1830. Es folgten mehrere Sammlungen seiner Gedichte (1840, 1842, 1852). 1844 veröffentlichte er eine Wiedergabe der Weltgeschichte, die er in neun Perioden einteilte, in Versen. 
Er war verheiratet mit Adelheid Henriette Louise Caroline von Eyben (1808–1882), der Tochter seines Vorgängers in Frankfurt, Friedrich von Eyben. Sie wurde nach seinem Tod Oberhofmeisterin bei der Erbprinzessin Caroline von Dänemark.

## Auszeichnungen
- 1825 Kammerherr
- 1826 Kommandeur vom Dannebrog-Orden
- 1828 Dannebrogsmann
- 1834 Großkreuz vom Dannebrog
- 1841 Titel Geheimer Conferenzrath und Exzellenz (Titel)
- Großkreuz des Ordens vom Zähringer Löwen
- Orden der Eisernen Krone I. Klasse
- Russischer Orden der Heiligen Anna
- Großkreuz des Hausordens vom Goldenen Löwen am 13. April 1844

## Nachlass
Kopien aus Pechlins dienstlichem und privatem schriftlichen Nachlass, einschließlich einer unveröffentlichten Autobiographie Aus meinem Leben, werden im dänischen Reichsarchiv in Kopenhagen verwahrt.

## Schriften
- Lalla Rukh: eine orientalische Romanze. Von Thomas Moore. Übers. von F. von Pechlin. Frankfurt a. M.: Brönner 1830
- Gedichte. Stuttgart; Tübingen: J. G. Cotta 1840
- Gedichte, ältere und neuere. Stuttgart; Tübingen: Cotta 1842 (Digitalisat im Internet Archive)
- Dänemark und die constitutionelle Verfassung. Kopenhagen; Leipzig: Eibe i. Comm.; Hartmann 1848
- Nachklänge der alten Geschichte, wiederhallend bis in die Neuzeit. 1844, 2. Aufl. 1856
- Gedichte. Kopenhagen: Schwartz 1852